# Mofako Bekondo
Pour les articles homonymes, voir Mofako.
Mofako Bekondo est un village du Cameroun situé dans le département de la Meme et la Région du Sud-Ouest. Il fait partie de la commune de Mbonge.

## Population
En 1963, la localité était encore rattachée à Big Bekondo. En 1967, on y a dénombré 736 habitants, principalement des Mbonge.

## Infrastructures
Une école baptiste y a été ouverte en 1959. Le point d'eau date de 1965.